# Hernán Rodrigo López
Hernán Rodrigo López Mora (Montevideo, 21 gennaio 1978) è un allenatore di calcio ed ex calciatore uruguaiano, di ruolo attaccante.

## Palmarès

### Club

#### Competizioni nazionali
- Campionato paraguaiano: 1

Libertad: 2006
- InterLiga: 1

America: 2008
- Campionato argentino: 2

Vélez Sarsfield: Clausura 2009
Estudiantes: Apertura 2010

#### Competizioni internazionali
- Coppa Libertadores: 1

Olimpia: 2002
- Recopa Sudamericana: 1

Olimpia: 2003

### Individuale
- Capocannoniere del campionato paraguaiano: 2

2006 (27 gol), Clausura 2013 (17 gol)